# Lisacucumis
Lisacucumis is een geslacht van zeekomkommers uit de familie Sclerodactylidae. In 1941 gaf Deichmann de naam Neothyone aan dit geslacht, niet wetende dat Hampson deze naam in 1914 al toekende aan een geslacht van beervlinders. In 2011 werd de vervangende naam Lisacucumis gesuggereerd, wat in 2022 tot een formeel voorstel leidde.

## Soorten
- Lisacucumis gibber (Selenka, 1867)
- Lisacucumis gibbosa Deichmann, 1941
- Lisacucumis panamensis (Ludwig, 1887)